# Tour de Lille
La Tour de Lille (anteriormente conocida como Tour du Crédit-Lyonnais) es un rascacielos situado en el distrito de negocios de Euralille, cerca de Lille.
Diseñada por Christian de Portzamparc, esta emblemática torre de la ciudad de Lille también recibe el nombre de "la bota de esquí", "la aleta" o incluso "la L".
116 m de altura, con una superficie de 18 135 m², es la quinta torre más alta fuera de Île-de-France detrás del Tour Incity en Lyon, el Tour Part-Dieu en Lyon, el Tour CMA-CGM en Marsella y el Tour Bretagne en Nantes.
El Tour de Lille tiene vistas a la estación Lille-Europe.